# Носа-Сеньора-да-Граса-ди-Повуа-и-Меадаш
Но́са-Сеньо́ра-да-Гра́са-ди-По́вуа-и-Меа́даш (порт. Nossa Senhora da Graça de Póvoa e Meadas) — район (фрегезия) в Португалии, входит в округ Порталегри. Является составной частью муниципалитета Каштелу-ди-Види. По старому административному делению входил в провинцию Алту-Алентежу. Входит в экономико-статистический субрегион Алту-Алентежу, который входит в Алентежу. Население составляет 696 человек на 2001 год. Занимает площадь 73,62 км².
Покровителем района считается Дева Мария (порт. Nossa Senhora da Graça).